# Saint-Paulin-Dalibaire
Saint-Paulin-Dalibaire était un village du Bas-Saint-Laurent au Québec dans l'Est du Canada. Le village fut fondé en 1937 et fermé en 1971. Le territoire du village fait aujourd'hui partie du territoire de la municipalité des Méchins avec lequel le territoire ne fut fusionné que le 27 novembre 1982 dans la municipalité régionale de comté de La Matanie.